# Авербах Юрій Львович
Авербах Юрій Львович (8 лютого 1922, Калуга, РРФСР — 7 травня 2022, Москва) — радянський шахіст, діяч російського і міжнародного шахового руху; міжнародний гросмейстер (1952), міжнародний арбітр з шахів (1969) і шахової композиції (1956), заслужений майстер спорту СРСР (1965). Найстаріший серед сучасних гросмейстерів.
За освітою інженер. Член Виконкому (1978—1982) і ЦК (1974—1982) ФІДЕ. Голова кваліфікаційної комісії (1978—1986), співголова комісій з надання допомоги країнам (1978—1986), що розвиваються, по пропаганді і друку ФІДЕ (1986—1991). Голова (1972—1977), заступник голови (1962—72, 1978—91) Шахової федерації СРСР. Головний редактор щотижневика «Шахова Москва» (1958—1962), журналу «Шахи в СРСР» і «Шахового бюлетеня» (1962—1991). Заступник головного редактора енциклопедичного словника «Шахи» (1981—1991). Ведучий телепрограми «Шахова школа» (1969—1991). Шаховий теоретик, історик і літератор; автор досліджень в області ендшпілю. Багато книжок Авербаха перекладено іноземними мовами.

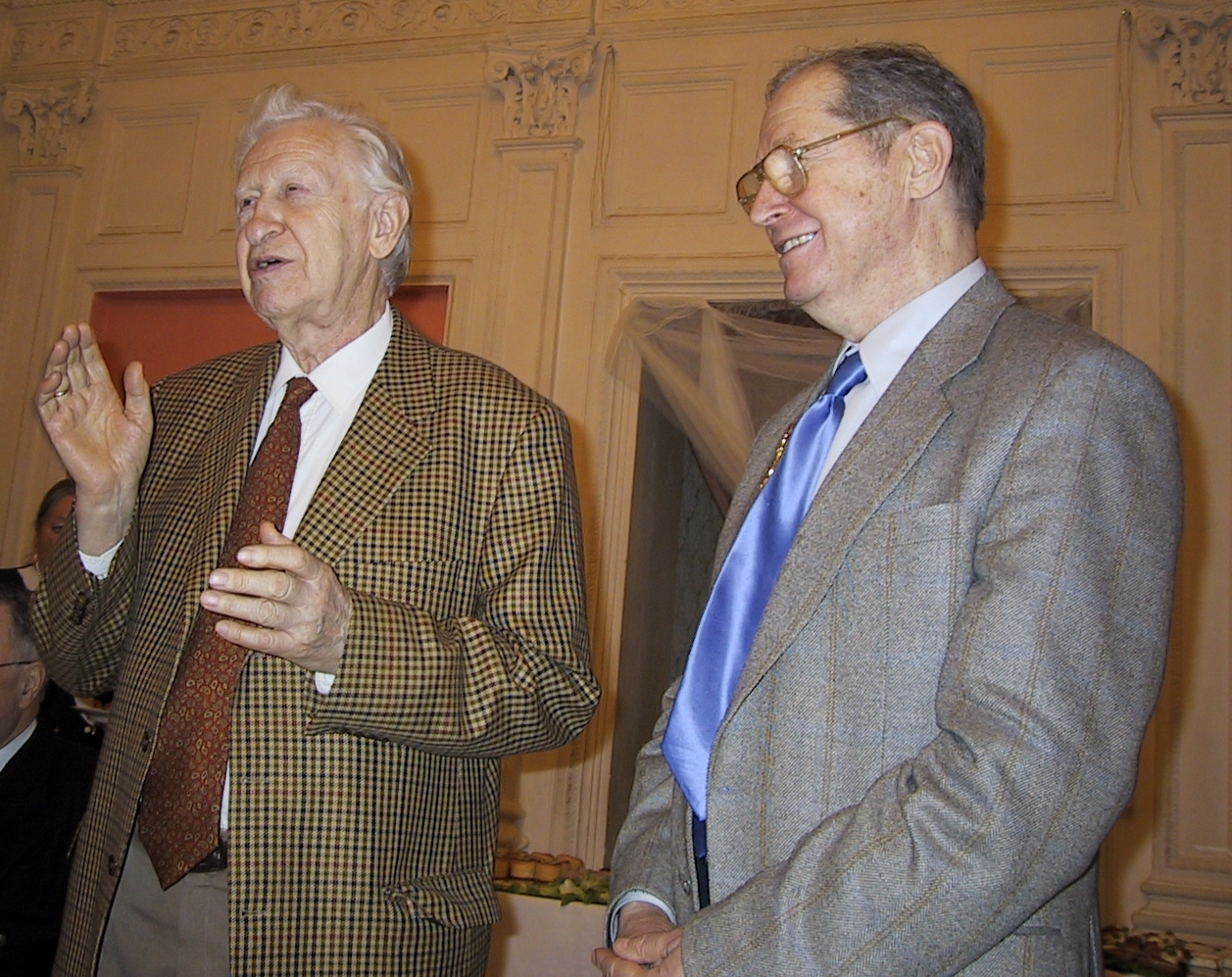
Василь Смислов (ліворуч) і Юрій Авербах (праворуч), 2002

Авербах грає в шахи з 7 років. Переможець всесоюзного турніру (1938) серед школярів. Майстер спорту СРСР з 1944, триразовий чемпіон Москви (1949, 1950, 1962). Переможець чемпіонату Прибалтики (1946; поза конкурсом) і турніру пам'яті М. Рюміна (1948).
Авербах вніс внесок до теорії дебютів. Один з варіантів в Староіндійського захисту називається Система Авербаха (варіант Авербаха): 1.d4 Kf6 2.c4 g6 3.Кс3 Cg7 4.e4 d6 5.Ce2 0–0 6.Cg5.
«Боротьба ідей завжди була для мене найважливішим моментом в шахах — адже саме в творчому протистоянні народжується істина» (Авербах).
За досягнення в області шахів нагороджений орденом Дружби народів (1981), медалями «За трудову доблесть» (1957) і «За доблесну працю».

## Цікаві факти
Одним із факторів довголіття Авербаха є унікальна особливість організму: його серце працює дуже економно, здійснює 20—25 ударів за хвилину.

## Книжки
- Як розв’язати шахові етюди (1957)
- У пошуках істини (Записки гросмейстера) (1967)
- Шаховий самовчитель (1978)
- Що потрібно знати про ендшпіль (1979)
- Small Chess Dictionary (1980, Белград)
- Schachtaktik für Fortgeschrittene (1983, Берлін)
- Вибрані партії (1998)
- Шахи на сцені і за кулісами (2003)

## Книжки в співавторстві
- Азбука шахів (1967)
- Шахові олімпіади (1974)
- Подорож в шахове королівство (1976)
- Шахові закінчення (у 5 томах) (1981–1984)
- Шахова школа (Курс лекцій для шахістів-розрядників) (1976)

## Зміни рейтингу
| На цьому місці має відображатися графік чи діаграма, однак з технічних причин його відображення наразі вимкнено. Будь ласка, не видаляйте код, який викликає це повідомлення. Розробники вже працюють для того, щоби відновити штатне функціонування цього графіка або діаграми. | |
| | На цьому місці має відображатися графік чи діаграма, однак з технічних причин його відображення наразі вимкнено. Будь ласка, не видаляйте код, який викликає це повідомлення. Розробники вже працюють для того, щоби відновити штатне функціонування цього графіка або діаграми. |